# Standing Still
Standing Still – singiel niemieckiego wokalisty Romana Loba, wydany 21 lutego 2012 roku. Utwór reprezentował Niemcy podczas 57. Konkursu Piosenki Eurowizji w 2012 roku.

## Historia utworu

### Nagrywanie
Utwór został napisany i skomponowany przez Wayne'a Hectora, Jamie Cullum i Steve'a Robsona. Nad aranżacją pracował Michael Dörfler, a nad miksem i masteringiem – Peter „Jem” Seifert. Dźwięk w Studio One, M.A.R.S nagrali Michael „Mitch“ Dörfler i Bertil Mark.

### Nagranie
Poszczególne instrumenty w utworze nagrali:
- Keyboard, pianino, dzwonki: Jürgen Dahmen
- Gitara: Holger Düchting
- Gitara basowa: Torsten „Haze” Haas
- Perkusja: Matteo Scrimali

### Występy na żywo:Unser Star für Baku, Konkurs Piosenki Eurowizji
W styczniu Roman Lob wziął udział w krajowych selekcjach do Konkursu Piosenki Eurowizji 2012 – Unser Star für Baku. „Standing Still” wykonał w finale eliminacji, które odbyły się 16 lutego. W pierwszej rundzie głosowania, w którym piosenkarz zaprezentował również „Conflicted” i „Alone”, utwór zdobył 76% głosów telewidzów i został wykonany ponownie w decydującym etapie selekcji. Zdobył 50,7% poparcia publiczności i został wybrany na eurowizyjną propozycję na 58. edycję festiwalu organizowaną w Baku.
Ze względu na fakt, że Niemcy należą do tzw. „Wielkiej Piątki” konkursu, „Standing Still” nie musiał brać udziału w półfinałach festiwalu i miał zapewniony udział w finale. Został zaprezentowany jako dwudziesty w kolejności, otrzymał 110 punktów i zajął ostatecznie 8. miejsce. W czerwcu opublikowano szczegółowe wyniki uwzględniające osobno głosowanie telewidzów oraz krajowych sędziów. z których wynika, że piosenka Loba otrzymała 125 punktów w głosowaniu audio-tele (6. miejsce) oraz 98 od jurorów (10. miejsce).

## Wydanie na albumach
| Album                                | Data             | Wytwórnia              | Format | Nr katalogowy | Nr utworu | Źródło |
| ------------------------------------ | ---------------- | ---------------------- | ------ | ------------- | --------- | ------ |
| Changes                              | 13 kwietnia 2013 | Universal Domestic Pop | 1 CD   | 3700309       | 3         | [ 3 ]  |
| Eurovision Song Contest - Malmö 2013 | 29 kwietnia 2013 | Universal              | 2 CD   | 373 575 2     | 11 (2CD)  | [ 9 ]  |

## Lista utworów
Digital download (16 lutego 2012)
1. „Standing Still” – 3:25

CD single (21 lutego 2012)
1. „Conflicted” – 3:49
2. „Standing Still” – 3:28
3. „Alone” – 3:29

## Notowanie na listach przebojów
| Kraj              | Lista (2013)        | Najwyższa pozycja |
| ----------------- | ------------------- | ----------------- |
| Niemcy            | Top 100 Singles     | 3                 |
| Belgia (Walonia)  | Ultratop 50 Singles | 39                |
| Austria           | Top 75 Singles      | 40                |
| Belgia (Flandria) | Ultratop 50 Singles | 45                |
| Szwajcaria        | Top 75 Singles      | 51                |
| Irlandia          | Top 50 Singles      | 67                |
| Wielka Brytania   | Top 75 Singles      | 132               |